# Johnathan
Pour l’article ayant un titre homophone, voir Jonathan.
Johnathan Aparecido da Silva dit Johnathan, né le 29 mars 1990 à Fernandópolis, est un footballeur brésilien jouant au poste d'attaquant.

## Biographie
Il joue une saison en Ligue 1 française avec le club d'Arles-Avignon, ne disputant que trois matchs de championnat et un match de coupe, sans inscrire le moindre but.
En Corée du Sud, il termine vice-champion de D2 avec le Daegu FC, en étant meilleur buteur du championnat. Il remporte la Coupe nationale en 2016 avec le Suwon Samsung Bluewings, en inscrivant des buts en finale. 
Il participe à la Ligue des champions de l'AFC 2017, inscrivant quatre buts lors de la phase de poules.

## Palmarès
- Championnat de Corée du Sud
  - Meilleur buteur en 2017
- Coupe de Corée du Sud
  - Vainqueur en 2016
- Championnat de Corée du Sud D2
  - Vice-champion en 2015
  - Meilleur buteur en 2015